# Straža (gmina Straža)
Straža – wieś w Słowenii, w gminie Straža. W 2018 roku liczyła 1966 mieszkańców.